# Ptochophyle zearia
Ptochophyle zearia är en fjärilsart som beskrevs av Swinhoe 1904. Ptochophyle zearia ingår i släktet Ptochophyle och familjen mätare. Inga underarter finns listade.